# Joanne Shaw Taylor
Joanne Shaw Taylor (nacida en 1985, Inglaterra) es una cantante y guitarrista inglesa. Fue descubierta por Dave Stewart de Eurythmics a la edad de 16 años 
Los álbumes de Taylor a través de Ruf Records, White Sugar (2009) y Diamonds in the Dirt (2010), alcanzaron el puesto número 8 en los EE. UU. en la lista Billboard Top Blues Albums. Su álbum número uno, The Blues Album (2021), fue lanzado a través de Keeping the Blues Alive Records, el sello discográfico de Joe Bonamassa.
En 2010, Taylor ganó el premio a la Mejor Vocalista Femenina en los British Blues Awards. Ganó el mismo premio en los British Blues Awards de 2011 y el premio al Compositor del Año por "Same as It Never Was", de Diamonds in the Dirt .

## Primeros años de vida
Taylor nació en Wednesbury, West Midlands, Inglaterra. Creció en Solihull y en su adolescencia se inspiró para tocar blues después de escuchar a Stevie Ray Vaughan, Albert Collins y Jimi Hendrix .  Dave Stewart escuchó tocar a Taylor y la invitó a unirse a su supergrupo, DUP, de gira por Europa durante 2002. 

## Carrera musical
En 2008 lanzó su primer disco autoeditado, Sanctuary, que no figura entre su discografía oficial y del que rescató tres canciones para su debut en discográfica. En mayo de 2009, Taylor lanzó su álbum debut, White Sugar, a través de Ruf Records . El segundo álbum de Taylor fue Diamonds in the Dirt de 2010, también en Ruf Records. Ambos álbumes alcanzaron el puesto número 8 en los EE. UU., en la lista Billboard Top Blues Albums . En 2010, ganó el premio a la Mejor Vocalista Femenina en los British Blues Awards.   Ganó el mismo premio en los British Blues Awards de 2011 y el premio al Compositor del Año por "Same as It Never Was", de Diamonds in the Dirt . 
El 4 de junio de 2012, Taylor tocó la guitarra solista en la banda de Annie Lennox en el Diamond Jubilee Concert en Londres.  Taylor tocó un solo prolongado durante la actuación frente al Palacio de Buckingham, a la que asistieron aproximadamente 12.000 personas (sin contar los muchos miles que se alineaban en The Mall ).  Justo antes de su aparición como solista, el pedal Fuzz Face de Taylor falló, dejando un sonido de guitarra mucho más limpio de lo habitual. Sin embargo, esta aparente desgracia mejoró cuando le informaron que a Stevie Wonder le había encantado su "tono limpio, blues y discreto". 
El cuarto álbum de estudio de Taylor, The Dirty Truth, fue grabado en Memphis, Tennessee (con el productor Jim Gaines). Fue lanzado el 22 de septiembre de 2014. El quinto álbum de estudio de Taylor, Wild, fue lanzado el 30 de septiembre de 2016. Fue grabado en los Grand Victor Studios de Nashville, con Kevin Shirley como productor.  El álbum se convirtió en su primera entrada al Top 20 en la lista de álbumes del Reino Unido . 
En 2018, Taylor firmó su primer contrato con un sello discográfico importante con Sony Music en su sello Silvertone Records. Apoyó a Foreigner en el Symphony Hall de Birmingham el 15 de mayo de 2018 y en el Royal Albert Hall el 16 de mayo.  Después de su propia gira principal en 2017, Taylor completó una gira de cuatro semanas por los Estados Unidos y regresó al Reino Unido a finales de 2018 para tocar en lugares íntimos de todo el país.  El sexto álbum de Taylor, Reckless Heart, se lanzó el 15 de marzo de 2019 en el Reino Unido y Europa. Posteriormente fue lanzado el 17 de mayo en Estados Unidos.  
En 2021, Taylor lanzó el sencillo "If That Ain't a Reason", del álbum número uno The Blues a través de Keeping the Blues Alive Records .     Producida por Joe Bonamassa, Taylor lanzó Blues from the Heart: Live en 2022. Su sencillo y vídeo musical de "Can't You See What You're Doing to Me" presenta a Kenny Wayne Shepherd .  

## Equipo

### Guitarras
Taylor utiliza principalmente guitarras eléctricas Fender Telecaster, aunque también utiliza una Gibson Les Paul. También ha dicho que le gustan las Stratocasters para trabajar con la guitarra rítmica. Adquirió su Telecaster, apodada 'Junior', a la edad de 15 años. Es una Esquire modificada de 1966, comprada de segunda mano en Denmark Street, Londres, a la que se le ha añadido una pastilla de mástil humbucker Fender Jazz (además de la pastilla del puente de fábrica). Además, utiliza una Fender Telecaster modelo Albert Collinsque fue un regalo de Joe Bonamassa . 
Taylor usa cuerdas superiores/inferiores pesadas Ernie Ball Slinky y generalmente afina la guitarra en E ♭. 

### Amplificadores
Taylor usa un Bletchley Belchfire 45 con un cabezal Marshall para un sonido más pesado y un Fender Pro Reverb de los años 70 para un sonido más limpio. 

### Pedales
Taylor utiliza principalmente uno o dos pedales Ibanez Tube Screamer, junto con una reverb Holy Grail. En algunas pistas, también usa una Vibe Machine para lograr un efecto de vibrato. 

## Discografía
Álbumes de estudio
- Sanctuary (2008)
- White Sugar (2009)
- Diamonds in the Dirt (2010)
- Almost Always Never (2012)
- The Dirty Truth (2014)
- Wild (2016)
- Reckless Heart (2019)
- The Blues Album (2021)
- Nobody's Fool (2022)
- Heavy Soul (2024)

Álbumes en directo
- Songs From The Road (2013)

- Blues From The Heart - Live (2022)